# Acanthodelta lugens
Acanthodelta lugens là một loài bướm đêm trong họ Noctuidae.